# Elytrostachys
Elytrostachys är ett släkte av gräs. Elytrostachys ingår i familjen gräs.
Kladogram enligt Catalogue of Life:
| Elytrostachys | \| \| Elytrostachys clavigera \| \| \| \| \| \| Elytrostachys typica \| \| \| \| |
|               | \| \| Elytrostachys clavigera \| \| \| \| \| \| Elytrostachys typica \| \| \| \| |
|               | Elytrostachys clavigera                                                          |
|               |                                                                                  |
|               | Elytrostachys typica                                                             |
|               |                                                                                  |